# Rachiotom

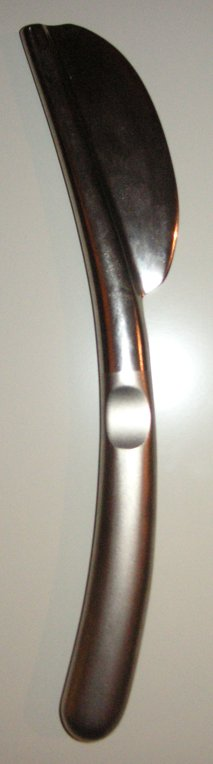

Ein Rachiotom ist ein medizinisches Instrument zur post-mortem-Eröffnung des Wirbelkanals von hinten. Obwohl es eher wie ein Messer anmutet, ist es eine Art von Meißel. Man setzt die Klinge von dorso-lateral auf die freigelegten Wirbelbögen auf und schlägt mit einem Hammer auf den „Messerrücken“. Dadurch durchtrennt man gleichzeitig mehrere Bögen, somit ist diese Methode zeitsparend. Das Hämmern ist aber auch sehr anstrengend und erfordert Erfahrung. Ansonsten konzentriert man sich zu sehr auf das Hämmern, und das Ergebnis ist eine unsaubere Präparation des Rückenmarkes mit Abtrennung der Spinalganglien.